# Die Bergretter – Atemlos
Atemlos ist eine 90-minütige Episode der deutsch-österreichischen Fernsehserie Die Bergretter des ZDF. Es ist die sechste und damit letzte Episode der siebten Staffel. Regie führte Dirk Pientka, das Drehbuch schrieb Jens Maria Merz.
Die Erstausstrahlung im ZDF war am Donnerstag, dem 10. Dezember 2015.

## Handlung
Es ist Winter und Julia Siebenthal und Georg Fürth gehen durch die Berge auf der Suche nach steinzeitlichen Überresten und Höhlen. Es kommt zum Streit und Georg fällt in eine dieser unbekannten Höhlen hinein. Julia verschwindet und kommt mit dem Politiker Tom Reitlechner wieder. Dieser will das Handy von Georg haben, weil er ihm eine SMS geschrieben hatte, die seine politische Karriere aufs Spiel setzen könnte. Doch als die beiden in der Höhle sind, kommen auch sie nicht mehr raus. Weil alle drei Personen schließlich als vermisst gemeldet werden, sucht nun die Bergrettung nach ihnen. Katharina stürzt aber ebenfalls in die Höhle, Markus klettert hinterher und beide kommen nicht wieder hinaus. Die Luft dort unten wird immer schlechter, der Sauerstoffgehalt immer niedriger. Können sie noch von den anderen Bergrettern rechtzeitig gefunden und gerettet werden?
Michael kommt mit Ärztin Verena zusammen und alle Bergretter können am Ende auf Emilies Hof ein fröhliches Weihnachtsfest feiern.

## Besetzung

### Hauptdarsteller
| Schauspieler       | Rollenname          | Rolle                                                      |
| ------------------ | ------------------- | ---------------------------------------------------------- |
| Sebastian Ströbel  | Markus Kofler       | Leiter der Bergwacht                                       |
| Markus Brandl      | Tobias Herbrechter  | Bergretter, Sohn von Peter Herbrechter, Ehemann von Emilie |
| Luise Bähr         | Katharina Strasser  | Sanitäterin, Tochter von Peter Herbrechter                 |
| Mirko Lang         | Benjamin Marasek    | Bergretter, Bergshop-Besitzer                              |
| Robert Lohr        | Michael Dörfler     | Hubschrauberpilot                                          |
| Stefanie von Poser | Emilie Hofer        | Ehefrau von Tobias                                         |
| Heinz Marecek      | Franz Marthaler     |                                                            |
| Michael König      | Peter Herbrechter   | Vater von Tobias und Katharina                             |
| Gundula Niemeyer   | Dr. Verena Auerbach | Ärztin im Krankenhaus                                      |
| Michael Pascher    | Rudi                | Mechaniker im Heliport                                     |

### Episodendarsteller
| Schauspieler      | Rollenname         |
| ----------------- | ------------------ |
| Hanna Lütje       | Julia Siebental    |
| Robert Schupp     | Tom Reitlechner    |
| Christian Dolezal | Georg Fürth        |
| Anna Brüggemann   | Sandra Meierling   |
| Christine Döring  | Isabel Reitlechner |

## Rezeption

### Einschaltquoten
Die Erstausstrahlung am 10. Dezember 2015 im ZDF verfolgten insgesamt 4,73 Millionen Zuschauer, was einem Marktanteil von 15,0 % beim Gesamtpublikum entsprach.